# Лебрен, Виржини
Виржини Лебрен (англ. Virginie Le Brun; род. 7 июня 1980, Новая Зеландия) — новозеландская актриса.

## Биография
Виржини Лебрен родилась 7 июня 1980 года в Новой Зеландии. Дочь виноделов Адель и Даниэля Лебрен. Виржини дебютировала в кино в 1998 году. С 2009 по 2011 год снималась в сериале «Шортланд-стрит». В 2014 году снялась в фильме «Я, Франкенштейн».

## Фильмография
| Год       |     | Русское название                                      | Оригинальное название                         | Роль                  |
| --------- | --- | ----------------------------------------------------- | --------------------------------------------- | --------------------- |
| 1998      | с   | Свежевыжатый сок                                      | Fresh Juice                                   | ведущая               |
| 1998      | с   | Выбор                                                 | Choice!                                       | ведущая               |
| 2005      | с   | Что теперь?                                           | What Now?                                     | ведущая               |
| 2005      | ф   | Тираническая любовь                                   | Tyrannical Love                               | Лиза                  |
| 2006      | с   | Этап соревнований                                     | Stage Challenge                               | ведущая               |
| 2007      | кор | Кровная месть 2                                       | Bloody Vengeance 2                            | Пун                   |
| 2009      | с   | Легенда об Искателе                                   | Legend of the Seeker                          | каскадёр              |
| 2009—2011 | с   | Шортланд-стрит                                        | Shortland Street                              | Габриэль Якобс        |
| 2010      | кор | Госпиталь страны чудес                                | Wonderland Hospital                           | сестра Люси Лавджой   |
| 2010      | ф   | Медведь Йоги                                          | Yogi Bear                                     | каскадёр              |
| 2012      | с   | Соседи                                                | Neighbours                                    | Дженни Эрл            |
| 2012      | кор | Ночная буря                                           | Night Storm                                   | мама                  |
| 2014      | с   | Никогда не плачьте о нас: Нерассказанная история INXS | Never Tear Us Apart: The Untold Story of INXS | Лизетт                |
| 2014      | ф   | Я, Франкенштейн                                       | I, Frankenstein                               | Элизабет Франкенштейн |